# Caleb Desnoyers
Caleb Desnoyers (né le 11 avril 2007 à Saint-Hyacinthe dans la province de Québec au Canada) est un joueur canadien de hockey sur glace. Il évolue au poste d'attaquant.

## Biographie
Desnoyers est le frère de Elliot Desnoyers également joueur de hockey sur glace.

### Carrière junior
Caleb Desnoyers joue pour les Gaulois de Saint-Hyacinthe dans la ligue de hockey junior AAA du Québec. Il y remporte le trophée Mario-Lemieux remis au meilleur espoir de moins de 16 ans de la ligue.
Le 9 juin 2023, Desnoyers est sélectionné au premier rang par les Wildcats de Moncton lors du repêchage de la LJHMQ. Lors de sa première saison, il marque 56 points en 60 matchs. Durant sa deuxième saison, il termine 5e du classement des pointeurs en ayant manqué huit matchs.

### Carrière professionnelle
Il est sélectionné à la 4e place au premier tour du repêchage d'entrée dans la LNH 2025 par le Mammoth de l'Utah. Il est le québécois sélectionné le plus haut depuis Alexis Lafrenière en 2020.

### Carrière en équipe nationale
Desnoyers participe au Championnat du monde des moins de 2018 de l'IIHF avec le Canada lors duquel il remporte l'or.

## Statistiques

### En club
| Saison    | Équipe              | Ligue |    | Saison régulière | Saison régulière | Saison régulière | Saison régulière | Saison régulière |   | Séries éliminatoires | Séries éliminatoires | Séries éliminatoires | Séries éliminatoires | Séries éliminatoires |
| Saison    | Équipe              | Ligue | PJ | B                | A                | Pts              | Pun              | PJ               | B | A                    | Pts                  | Pun                  |                      |                      |
| 2023-2024 | Wildcats de Moncton | LHJMQ | 60 | 20               | 36               | 56               | 26               | 4                | 1 | 1                    | 2                    | 2                    |                      |                      |
| 2024-2025 | Wildcats de Moncton | LHJMQ | 56 | 35               | 49               | 84               | 39               | 19               | 9 | 21                   | 30                   | 14                   |                      |                      |

### En équipe nationale
| Année | Équipe     | Compétition              |   | PJ | B | A | Pts | Pun           |  | Résultat |
| 2024  | Canada U18 | Championnat du monde U18 | 5 | 1  | 4 | 5 | 8   | Médaille d'or |  |          |

## Récompenses
- Trophée Guy-Lafleur
- Trophée Michael-Bossy
- Trophée Paul-Dumont